# Aeroporto de Vera Cruz
O Aeroporto de Vera Cruz foi o primeiro aeroporto do Distrito Federal. O aeroporto foi construído para acompanhar as obras da construção de Brasília, enquanto o Aeroporto Internacional de Brasília ainda não estava pronto. 
Foi nomeado por José Pessoa, que queria batizar a cidade com esse nome. Se localizava onde atualmente é a Rodoferroviária de Brasília.

## História

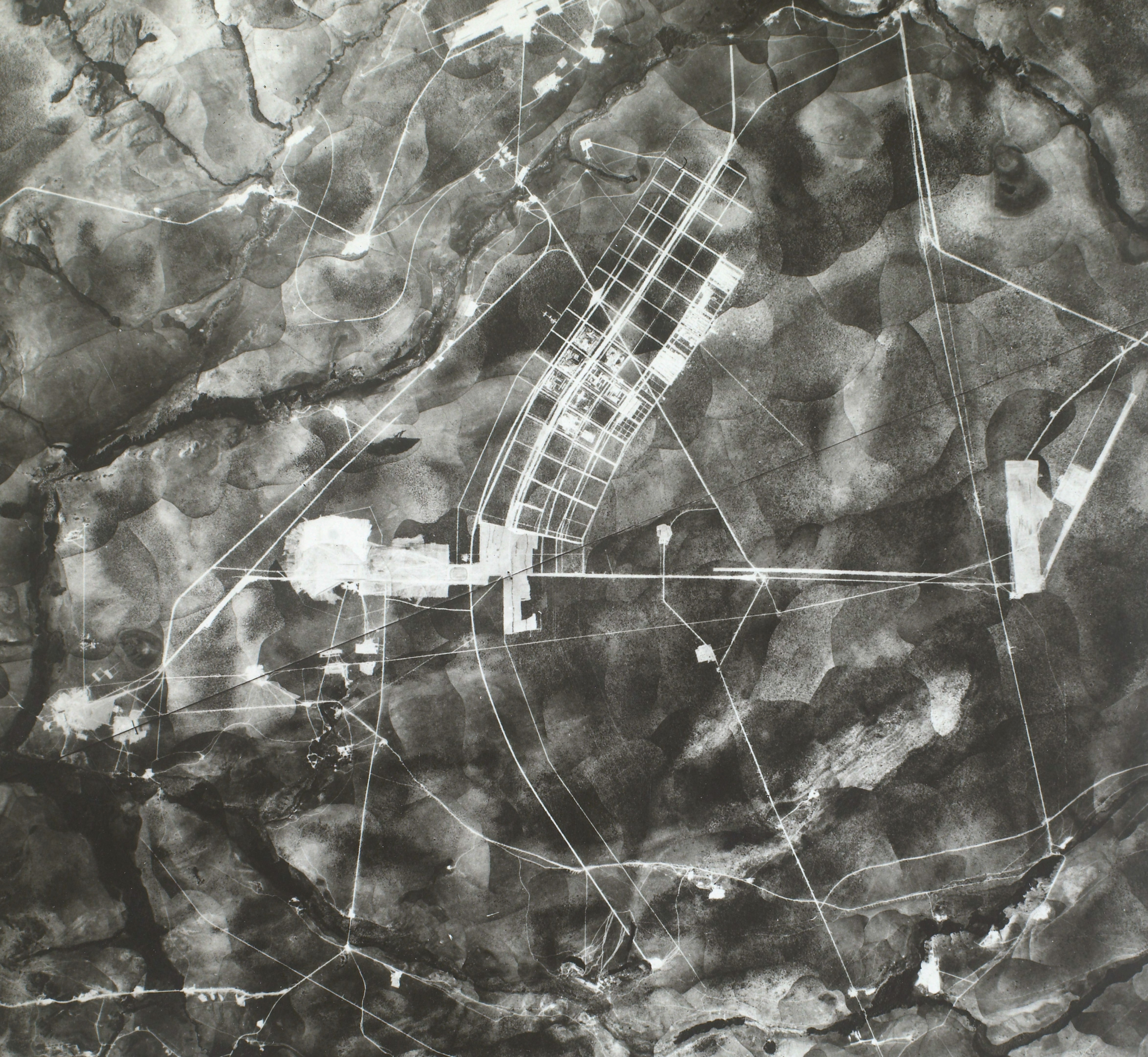
Brasília em obras em 1958. O Aeroporto de Vera Cruz está a direita, no fim da linha que demarca o Eixo Monumental.

O aeroporto foi construído pelo então vice-governador de Goiás, Bernardo Sayão, por pedido do então presidente da Comissão de Localização da Nova Capital Federal, Marechal José Pessoa, em 1955. Juscelino Kubitschek precisava de visitar as obras da cidade, por essa razão, precisava-se de um aeroporto temporário, visto que o novo aeroporto só viria a ficar pronto em 1957.  
O nome Vera Cruz também foi sugestão do Marechal José Pessoa, cuja expectativa era batizar com este mesmo nome a nova capital que nesta região se instalaria assim, retomando o nome dado pelos portugueses "descobridores", no entanto, a Lei de Mudança aprovada pelo Congresso Nacional e sancionada pelo Presidente JK em 19 de setembro de 1956 alterou o nome da futura capital para Brasília, colocando em desuso a pintura robusta em letras brancas com as palavras Vera Cruz no chão do aeroporto.

## Características
A pista deste aeroporto era de terra batida e possuía 2,7 mil metros de extensão.  Possuía apenas um terminal de passageiros improvisado em um barracão de pau-a-pique coberto com folhas de Buriti. 

## Incidentes
Um fato triste que marcou a existência desta pista de pousos, foi um acidente com vítimas ocorrido em 2 de fevereiro de 1957, onde duas pessoas, o piloto e um tripulante, faleceram. O piloto era Termosiris Belo e o funcionário da Novacap era Augusto Montandon. Este foi o primeiro e único acidente registrado no aeroporto. 

## Desativação
Por sua importância estratégica na chegada a cidade, o aeroporto definitivo era uma das prioridades das obras da nova capital, sendo uma das primeiras obras concluídas. Com a inauguração do Aeroporto Internacional de Brasília no dia 3 de maio de 1957, o Aeroporto de Vera Cruz foi desativado. No local onde ele ficava foi construída a Rodoferroviária de Brasília em 1976, no extremo oeste do Eixo Monumental.